# Championnat de Russie de football 1997
Navigation
Saison précédente Saison suivante
La saison 1997 de Vyschaïa Liga est la sixième édition de la première division russe.
Lors de cette saison, le Spartak Moscou a conservé son titre de champion de Russie face aux dix-sept meilleurs clubs russes lors d'une série de matchs se déroulant sur toute l'année.
Chacun des dix-huit clubs participant au championnat a été confronté à deux reprises aux dix-sept autres.
Cinq places étaient qualificatives pour les compétitions européennes, la sixième place étant celles du vainqueur de la Coupe de Russie 1997-1998.
Le Spartak Moscou remporte son cinquième titre de champion de Russie à l'issue de la saison, assurant son sacre lors de la dernière journée avec une victoire 2-0 sur la pelouse de son dauphin le Rotor Volgograd.

## Clubs participants
CSKA Moscou
Dynamo Moscou
Lokomotiv Moscou
Spartak Moscou
Torpedo Moscou
Légende des couleurs
- Deuxième tour de qualification de la Ligue des champions 1997-1998
- Premier tour de la Coupe des coupes 1997-1998
- Deuxième tour de qualification de la Coupe UEFA 1997-1998
- Phase de groupes de la Coupe Intertoto 1997
- Promu de deuxième division

| Club                       | Présent depuis | Classement 1996 | Entraîneur                  | Stade                  | Capacité théorique |
| -------------------------- | -------------- | --------------- | --------------------------- | ---------------------- | ------------------ |
| Spartak Moscou             | 1992           | 1               | Oleg Romantsev              | Stade Loujniki         | 84 745             |
| Alania Vladikavkaz         | 1992           | 2               | Valeri Gazzaev              | Stade Spartak          | 32 600             |
| Rotor Volgograd            | 1992           | 3               | Viktor Prokopenko           | Stade central          | 32 120             |
| Dynamo Moscou              | 1992           | 4               | Adamas Golodets             | Stade Dynamo           | 36 540             |
| CSKA Moscou                | 1992           | 5               | Pavel Sadyrine              | Stade Loujniki         | 84 745             |
| Lokomotiv Moscou           | 1992           | 6               | Iouri Siomine               | Stade Lokomotiv        | 28 800             |
| Baltika Kaliningrad        | 1996           | 7               | Leonid Tkatchenko (en)      | Stade Baltika          | 14 660             |
| Lokomotiv Nijni Novgorod   | 1992           | 8               | Valeri Ovtchinnikov (en)    | Stade Lokomotiv        | 17 856             |
| Krylia Sovetov Samara      | 1992           | 9               | Aleksandr Averianov         | Stade Metallourg       | 33 220             |
| Zénith Saint-Pétersbourg   | 1996           | 10              | Anatoli Bychovets           | Stade Petrovski        | 22 000             |
| Rostselmach Rostov         | 1995           | 11              | Sergueï Andreïev            | Stade Rostselmach      | 15 840             |
| Torpedo Moscou             | 1992           | 12              | Aleksandr Tarkhanov         | Stade Eduard Streltsov | 13 200             |
| Tchernomorets Novorossiisk | 1995           | 13              | Oleg Dolmatov               | Stade Troud            | 12 500             |
| Kamaz Naberejnye Tchelny   | 1993           | 14              | Benjaminas Zelkevičius (en) | Stade Kamaz            | 15 000             |
| Jemtchoujina Sotchi        | 1993           | 15              | Arsen Naïdionov (en)        | Stade central          | 12 500             |
| FK Tioumen                 | 1997           | 1 (D2)          | Aleksandr Ignatenko (en)    | Stade Geolog           | 13 057             |
| Chinnik Iaroslavl          | 1997           | 2 (D2)          | Piotr Choubine (en)         | Stade Chinnik          | 22 990             |
| Fakel Voronej              | 1997           | 3 (D2)          | Sergueï Savtchenkov (en)    | Stade central          | 32 750             |

### Changements d'entraîneur
| Club              | Entraîneur partant     | Date de départ | Entraîneur arrivant      | Date d'arrivée |
| ----------------- | ---------------------- | -------------- | ------------------------ | -------------- |
| FK Tioumen        | Aleksandr Irkhine (en) | avril 1997     | Aleksandr Ignatenko (en) | avril 1997     |
| Chinnik Iaroslavl | Anatoli Polossine (en) | août 1997      | Piotr Choubine (en)      | août 1997      |

## Compétition

### Qualifications en coupes d'Europe
À l'issue de la saison, le champion s'est qualifié pour le deuxième tour de qualification de la Ligue des champions 1998-1999.
Le vainqueur de la Coupe de Russie 1997-1998 ayant été sacré champion, c'est le finaliste qui s'est qualifié pour le premier tour de la Coupe des coupes 1998-1999.
Les deux places en Coupe UEFA 1998-1999 sont quant à elles revenues au deuxième et au troisième du championnat. Ces places étaient qualificatives pour le deuxième tour de qualification de la compétition.
Enfin, les quatrième et neuvième du championnat ont pris les deux places en Coupe Intertoto 1998. Il est à noter cependant que la première place est directement qualificative pour le deuxième tour de la compétition alors que la seconde n'est qualificative que pour le premier.

### Classement
Le classement est établi sur le barème classique de points (victoire à 3 points, match nul à 1, défaite à 0).
Pour départager les équipes à égalité de points, on tient d'abord compte des confrontations directes, puis de la différence de buts générale et du nombre de buts marqués et enfin si la qualification ou la relégation est en jeu, les deux équipes jouent une rencontre d'appui sur terrain neutre.
| Rang | Équipe                           | Pts  | J  | G  | N  | P  | Bp | Bc | Diff |
| ---- | -------------------------------- | ---- | -- | -- | -- | -- | -- | -- | ---- |
| 1    | Spartak Moscou T C               | 73   | 34 | 22 | 7  | 5  | 67 | 30 | +37  |
| 2    | Rotor Volgograd                  | 68   | 34 | 20 | 8  | 6  | 54 | 27 | +27  |
| 3    | Dynamo Moscou                    | 68   | 34 | 19 | 11 | 4  | 50 | 20 | +30  |
| 4    | Chinnik Iaroslavl P              | 55   | 34 | 15 | 10 | 9  | 38 | 35 | +3   |
| 5    | Lokomotiv Moscou                 | 54   | 34 | 15 | 9  | 10 | 47 | 37 | +10  |
| 6    | Tchernomorets Novorossiisk       | 53   | 34 | 13 | 14 | 7  | 40 | 26 | +14  |
| 7    | Krylia Sovetov Samara            | 49   | 34 | 14 | 7  | 13 | 32 | 30 | +2   |
| 8    | Zénith Saint-Pétersbourg         | 49   | 34 | 13 | 10 | 11 | 28 | 29 | -1   |
| 9    | Baltika Kaliningrad              | 49   | 34 | 11 | 16 | 7  | 38 | 33 | +5   |
| 10   | Alania Vladikavkaz               | 46   | 34 | 14 | 4  | 16 | 52 | 42 | +10  |
| 11   | Torpedo Moscou                   | 45   | 34 | 13 | 6  | 15 | 50 | 46 | +4   |
| 12   | CSKA Moscou                      | 42   | 34 | 11 | 9  | 14 | 31 | 42 | -11  |
| 13   | Rostselmach Rostov               | 41   | 34 | 9  | 14 | 11 | 34 | 38 | -4   |
| 14   | Jemtchoujina Sotchi              | 40   | 34 | 11 | 7  | 16 | 38 | 51 | -13  |
| 15   | FK Tioumen P                     | 34   | 34 | 9  | 7  | 18 | 28 | 46 | -18  |
| 16   | Fakel Voronej P                  | 26   | 34 | 7  | 5  | 22 | 25 | 49 | -24  |
| 17   | Lokomotiv Nijni Novgorod         | 23   | 34 | 6  | 5  | 23 | 26 | 60 | -34  |
| 18   | Kamaz-Tchally Naberejnye Tchelny | 21-6 | 34 | 8  | 3  | 23 | 38 | 75 | -37  |

| Légende : Qualifications et relégations | Légende : Qualifications et relégations                                                          |
| --------------------------------------- | ------------------------------------------------------------------------------------------------ |
|                                         | Deuxième tour de qualification de la Ligue des champions 1998-1999                               |
|                                         | Premier tour de la Coupe des coupes 1998-1999                                                    |
|                                         | Deuxième tour de qualification de la Coupe UEFA 1998-1999                                        |
|                                         | Deuxième tour de la Coupe Intertoto 1998                                                         |
|                                         | Premier tour de la Coupe Intertoto 1998                                                          |
|                                         | Relégation en deuxième division                                                                  |
|                                         | T : Tenant du titre P : Promu de deuxième division C : Vainqueur de la Coupe de Russie 1997-1998 |

1. ↑  Le Lokomotiv Moscou se qualifie pour la Coupe des coupes en tant que finaliste de la Coupe de Russie 1997-1998.
2. ↑  Le Kamaz-Tchally se voit retirer six points en raison d'un retard de paiement pour le transfert d'un joueur[4].

### Matchs
| Résultats (▼dom., ►ext.)                                   | ALA | BAL | TCH | CSKA | DYN | FAK | KAM | KRY | LMO | LNN | ROS | ROT | CHI | SPA | TOR | TIO | ZEN | JEM |
| Alania Vladikavkaz                                         |     | 0-0 | 1-3 | 3-0  | 0-1 | 2-0 | 5-0 | 1-1 | 1-2 | 3-1 | 0-0 | 3-2 | 5-2 | 2-0 | 2-1 | 0-0 | 0-2 | 4-1 |
| Baltika Kaliningrad                                        | 1-2 |     | 1-1 | 1-1  | 0-2 | 1-0 | 4-1 | 2-0 | 0-0 | 1-0 | 0-0 | 0-1 | 1-1 | 1-1 | 1-0 | 2-0 | 2-2 | 2-1 |
| Tchernomorets Novorossiisk                                 | 1-2 | 2-2 |     | 0-1  | 1-1 | 3-0 | 1-0 | 3-0 | 1-1 | 3-0 | 0-0 | 2-1 | 1-0 | 1-0 | 2-1 | 4-0 | 2-0 | 2-2 |
| CSKA Moscou                                                | 2-1 | 1-1 | 0-1 |      | 1-1 | 1-0 | 1-0 | 1-2 | 1-2 | 3-0 | 2-0 | 0-2 | 0-0 | 0-0 | 0-5 | 0-3 | 2-0 | 1-1 |
| Dynamo Moscou                                              | 1-0 | 1-1 | 0-0 | 2-0  |     | 4-1 | 6-1 | 0-1 | 3-1 | 3-0 | 1-0 | 0-0 | 3-0 | 1-1 | 1-1 | 2-0 | 0-0 | 1-0 |
| Fakel Voronej                                              | 2-1 | 0-2 | 0-0 | 1-1  | 0-1 |     | 4-0 | 2-2 | 1-0 | 2-0 | 0-0 | 0-0 | 1-2 | 0-1 | 2-3 | 1-0 | 0-1 | 2-1 |
| Kamaz-Tchally                                              | 4-2 | 3-3 | 0-0 | 0-3  | 1-3 | 3-0 |     | 3-0 | 0-2 | 1-1 | 3-2 | 0-5 | 3-0 | 2-1 | 1-3 | 2-1 | 0-1 | 2-3 |
| Krylia Sovetov                                             | 1-3 | 0-0 | 1-0 | 1-0  | 0-1 | 1-0 | 4-0 |     | 1-0 | 4-0 | 3-0 | 1-2 | 0-0 | 1-2 | 0-1 | 1-0 | 1-0 | 0-1 |
| Lokomotiv Moscou                                           | 1-0 | 1-1 | 2-1 | 1-3  | 2-1 | 2-0 | 2-0 | 2-1 |     | 1-1 | 2-1 | 0-1 | 1-1 | 1-3 | 3-0 | 3-1 | 0-0 | 4-1 |
| Lokomotiv Nijni Novgorod                                   | 1-3 | 1-4 | 2-3 | 3-1  | 0-1 | 1-0 | 2-1 | 0-1 | 1-3 |     | 0-1 | 1-2 | 0-1 | 2-3 | 1-0 | 1-0 | 2-2 | 1-0 |
| Rostselmach Rostov                                         | 1-0 | 0-0 | 0-0 | 1-1  | 1-3 | 2-0 | 2-1 | 1-1 | 2-2 | 3-1 |     | 1-1 | 1-2 | 3-5 | 1-1 | 3-1 | 2-3 | 0-0 |
| Rotor Volgograd                                            | 1-0 | 2-1 | 1-1 | 1-0  | 3-1 | 2-0 | 3-1 | 1-1 | 1-0 | 2-0 | 0-2 |     | 1-0 | 0-2 | 1-2 | 5-2 | 3-0 | 3-1 |
| Chinnik Iaroslavl                                          | 3-0 | 4-0 | 1-0 | 0-1  | 0-0 | 2-1 | 1-0 | 1-0 | 2-1 | 0-0 | 1-1 | 1-1 |     | 1-1 | 1-3 | 1-0 | 2-0 | 2-1 |
| Spartak Moscou                                             | 2-1 | 4-1 | 3-0 | 0-0  | 1-2 | 4-2 | 6-2 | 2-0 | 4-2 | 1-0 | 2-0 | 3-2 | 3-0 |     | 0-1 | 2-0 | 2-0 | 2-0 |
| Torpedo Moscou                                             | 2-1 | 1-0 | 0-0 | 3-0  | 0-1 | 4-2 | 2-0 | 0-1 | 1-3 | 2-2 | 0-1 | 1-1 | 1-2 | 0-3 |     | 1-1 | 1-2 | 3-1 |
| FK Tioumen                                                 | 1-4 | 0-1 | 0-0 | 2-0  | 1-0 | 1-0 | 1-0 | 1-0 | 0-0 | 2-1 | 0-1 | 0-0 | 1-2 | 2-2 | 2-1 |     | 0-1 | 2-2 |
| Zénith Saint-Pétersbourg                                   | 1-0 | 0-1 | 0-0 | 2-0  | 0-0 | 0-1 | 0-3 | 0-0 | 2-0 | 1-0 | 0-0 | 0-1 | 1-1 | 0-0 | 3-2 | 2-0 |     | 2-0 |
| Jemtchoujina Sotchi                                        | 1-0 | 0-0 | 3-1 | 2-3  | 2-2 | 1-0 | 1-0 | 0-1 | 0-0 | 2-0 | 2-1 | 0-2 | 2-1 | 0-1 | 4-3 | 1-3 | 1-0 |     |
| - Victoire à domicile - Match nul - Victoire à l'extérieur |     |     |     |      |     |     |     |     |     |     |     |     |     |     |     |     |     |     |

## Statistiques

### Meilleurs buteurs
| Rang | Joueur                | Club                       | Buts |
| ---- | --------------------- | -------------------------- | ---- |
| 1    | Oleg Veretennikov     | Rotor Volgograd            | 22   |
| 2    | Oleg Teriokhine       | Dynamo Moscou              | 17   |
| 3    | Igor Yanovski         | Alania Vladikavkaz         | 13   |
| 4    | Lev Berezner (en)     | Tchernomorets Novorossiisk | 11   |
| 4    | Sergueï Boulatov      | Krylia Sovetov Samara      | 11   |
| 4    | Aleksandr Zernov      | Rotor Volgograd            | 11   |
| 4    | Valeri Ketchinov (en) | Spartak Moscou             | 11   |
| 8    | Andreï Tikhonov       | Spartak Moscou             | 10   |
| 8    | Edgaras Jankauskas    | Torpedo Moscou             | 10   |

## Les 33 meilleurs joueurs de la saison
À l'issue de la saison, la fédération russe de football désigne les 33 meilleurs joueurs du championnat (ru).
Gardien
1. Sergueï Ovtchinnikov (Lokomotiv Moscou)
2. Aleksandr Filimonov (Spartak Moscou)
3. Platon Zakharchuk (en) (Rotor Volgograd)

Défenseurs
1. Youri Kovtun (Dynamo Moscou)
2. Sergueï Gorloukovitch (Spartak Moscou)
3. Maksim Bokov (CSKA Moscou)

1. Igor Tchougaïnov (Lokomotiv Moscou)
2. Ievgueni Bushmanov (Torpedo Moscou)
3. Sergueï Nekrasov (Dynamo Moscou)

1. Andreï Solomatine (Lokomotiv Moscou)
2. Aleksandr Chmarko (Rotor Volgograd)
3. Dmitri Khlestov (Spartak Moscou)

1. Dmitri Alenitchev (Spartak Moscou)
2. Sergueï Grichine (en) (Dynamo Moscou)
3. Sergueï Semak (CSKA Moscou)

Milieux de terrain
1. Alekseï Kosolapov (en) (Lokomotiv Moscou)
2. Aleksandr Berketov (en) (Rotor Volgograd)
3. Oleksandr Horshkov (en) (Zénith Saint-Pétersbourg)

1. Oleg Veretennikov (Rotor Volgograd)
2. Egor Titov (Spartak Moscou)
3. Andreï Kobelev (Dynamo Moscou)

1. Igor Yanovski (Alania Vladikavkaz)
2. Dmitri Khokhlov (Torpedo Moscou)
3. Dmitri Loskov (Lokomotiv Moscou)

1. Andreï Tikhonov (Spartak Moscou)
2. Viktor Boulatov (Krylia Sovetov Samara)
3. Vitaliy Abramov (en) (Rotor Volgograd)

Attaquants
1. Valeri Ketchinov (en) (Spartak Moscou)
2. Alekseï Gerasimenko (en) (Rostselmach Rostov)
3. Lev Berezner (en) (Tchernomorets Novorossiisk)

1. Oleg Teriokhine (Dynamo Moscou)
2. Maksim Bouznikine (Spartak Moscou)
3. Aleksandr Zernov (Rotor Volgograd)

## Bilan de la saison
| Championnat de Russie de football 1997    |                                  |
| Champion                                  | Spartak Moscou (5e titre)        |
| Coupes et trophées                        |                                  |
| Vainqueur de la Coupe de Russie 1997-1998 | Spartak Moscou                   |
| Qualifications continentales              |                                  |
| Ligue des champions 1998-1999             | Spartak Moscou                   |
| Coupe des coupes 1998-1999                | Lokomotiv Moscou                 |
| Coupe UEFA 1998-1999                      | Dynamo Moscou                    |
| Coupe UEFA 1998-1999                      | Rotor Volgograd                  |
| Coupe Intertoto 1998                      | Baltika Kaliningrad              |
| Coupe Intertoto 1998                      | Chinnik Iaroslavl                |
| Promotions et relégations                 |                                  |
| Promus en première division               | Ouralan Elista                   |
| Relégués en deuxième division             | Fakel Voronej                    |
| Relégués en deuxième division             | Kamaz-Tchally Naberejnye Tchelny |
| Relégués en deuxième division             | Lokomotiv Nijni Novgorod         |